# Paulinho Braga
Paulo Braga ou Paulinho Braga (Guarani, 24 de Novembro de 1942) é um baterista e compositor brasileiro. É por vezes considerado um inovador na moderna bateria brasileira e um dos principais bateristas do país.
Apesar de ter tocado durante sua carreira com um número enorme de músicos brasileiros, é mais conhecido por sua longa trajetória com Tom Jobim.

## Trajetória artística
Nos anos 60, foi integrante do grupo Berimbau Trio, ao lado de Milton Nascimento (na época contrabaixista) e Wagner Tiso (Pianista), tocando em casas noturnas de Belo Horizonte. Anos mais tarde, entrou no conjunto A Brazuca, do pianista Antonio Adolfo, substituindo o baterista Victor Manga.
Tempos depois, fez parte da banda que acompanhava em gravações e shows, a cantora Elis Regina, com a qual trabalhou entre o início e o final dos anos 70. Nesse período, atuou como músico de estúdio gravando com Tim Maia, Milton Nascimento, Beth Carvalho, Raul Seixas, Rita Lee, Carlos Lyra, Emílio Santiago, MPB-4, Simone, Sueli Costa, Nara Leão, Taiguara, Chico Buarque, Gal Costa, Djavan, Fagner, Jards Macalé, Gilberto Gil, Ivan Lins, Quarteto em Cy e Gonzaguinha. Além disso, integrou o grupo Som Imaginário.
Começou a gravar com Tom Jobim, em 1974, no dueto que o compositor fez com Elis Regina em Los Angeles (EUA), o que acabou gerando o LP Elis & Tom. Paulinho Braga voltaria a gravar com Tom em 1981, no disco "Edu & Tom", dueto de Jobim com Edu Lobo. Quatro anos depois, Tom Jobim criou a Banda Nova, da qual Paulinho fez parte e participou de gravações e shows pelo Brasil e pelo mundo até 1994, ano da morte do compositor.
Quando morou nos Estados Unidos, tocou ao lado de músicos norte americanos como Joe Henderson, Pat Metheny, David Sanborn, Michael Brecker e Gil Goldstein, além dos brasileiros Airto Moreira, Flora Purim e Eliane Elias.
Em 2003, lançou seu primeiro disco solo com composições próprias, Grooveland.
Dois anos depois, formou o Jobim Trio juntamente com Paulo Jobim (Violão) e Daniel Jobim (Piano), respectivamente filho e neto de Tom Jobim. Em 2008, O trio se uniu a Milton Nascimento num projeto que culminou no disco Novas Bossas, lançado no mesmo ano, homenageando os 50 anos da Bossa Nova. No repertório estão presentes clássicos como a música "Chega de Saudade" (Tom Jobim e Vinícius de Moraes), alguns temas do Clube da Esquina e uma música inédita, Dias Azuis, feita por Daniel Jobim. O grupo, que conta com a participação de Rodrigo Villa (Contrabaixo), vem se apresentando no Brasil e no exterior.
Em toda a carreira acompanhou artistas como Edu Lobo, Ivan Lins, Nana Caymmi, Fátima Guedes, Angela Maria, Cauby Peixoto, Maria Bethânia, Paulinho da Viola, Zizi Possi, Moraes Moreira, Ednardo, Amelinha, Ney Matogrosso, Francis Hime, Olívia Hime, Geraldo Azevedo, João Bosco, Johnny Alf, Leila Pinheiro, Rosa Passos, Miucha, Marcos Valle, Caetano Veloso, Roberto Carlos, John Pizzarelli,  Taiguara,  entre outros.

## Discografia

### Solo
- 2003 – Grooveland (Perfil Musical)

### Participações
- 1976 – Tim Maia – Tim Maia (Phonogram/Polydor)
- 1976 – A Voz, o Violão, a Música de Djavan – Djavan (EMI-Odeon / Som-Livre)
- 1978 – Tim Maia Disco Club – Tim Maia (Warner Music Brasil / Atlantic)
- 1979 – Reencontro – Tim Maia (EMI-Odeon)
- 1980 – Tim Maia – Tim Maia (Polydor)
- 1982 – Montreaux Jazz Festival – Elis Regina (WEA)
- 2002 – Brazilian Dreams – Paquito D'Rivera  (MCG Jazz)